# Main-à-Dieu Bay
Main-à-Dieu Bay (do 1 kwietnia 1954 Mainadieu Bay) – zatoka (ang. bay) w kanadyjskiej prowincji Nowa Szkocja, w hrabstwie Cape Breton, na południowy wschód od zatoki Mira Bay; nazwa Mainadieu Bay urzędowo zatwierdzona w 1924 (potwierdzona 12 grudnia 1939).